# بردی لمن
بردی لمن (انگلیسی: Brady Leman؛ زادهٔ ۱۶ اکتبر ۱۹۸۶) ورزشکار اسکی نمایشی اهل کانادا است.
وی در مسابقات کشوری و بین‌المللی در مجموع برندهٔ ۲ مدال طلا، ۱ مدال نقره، ۱ مدال برنز شده‌است.